# 澳大利亞電視
1929年，澳大利亞在墨爾本進行了首次電視實驗播出。之後澳大利亞在全國其他地方也進行了電視實驗播出，如1934年在布里斯班。1956年，澳大利亞的第一個電視台在雪梨開始播出。澳大利亞電視業的主要監管機構是澳大利亞通訊和媒體管理局。現在澳大利亞擁有兩家公共電視台ABC和SBS，此外還有七號電視網、九號電視網、十號電視網等多家民營電視台。

## 外部連結
- Free TV Australia （页面存档备份，存于）
- National Film and Sound Archive homepage （页面存档备份，存于）
- TVAus Forum
- History of West Australian Television （页面存档备份，存于）
- Culture Victoria – images and text about the 50th Anniversary of Television in Australia （页面存档备份，存于）